# Josh Middleton
Josh Middleton (Reading, 18 maggio 1985) è un cantautore, chitarrista e produttore discografico britannico, noto per la sua militanza nei Sylosis, dei quali è membro fondatore, e negli Architects.

## Carriera
Inizia giovanissimo a suonare la chitarra, e già a 15 anni, nel 2000, decide di formare i Sylosis con dei compagni di scuola, con l'intenzione di dare vita a un progetto thrash/death, nonostante la difficoltà di emergere suonando tali generi nella scena musicale britannica di allora. Il gruppo comincia a registrare le sue prime demo e le pubblica come EP, nel 2007, per l'etichetta indipendente In at the Deep End. Dopo un tour da headliner a fine anno nel Regno Unito, Middleton riceve l'offerta di un contratto dalla Nuclear Blast, con la quale il gruppo continuerà a pubblicare i suoi album e inizierà a suonare anche oltremare.
Nel 2007 produce l'EP Chronicles dei Viatrophy, nel 2009 l'EP Reflections of a Forlorn Sun dei Traces, e nel 2018 l'EP The Mountain of Gold degli Urne, oltre ad aver lavorato alla masterizzazione e al missaggio di altri vari album. A partire da Monolith, ha prodotto tutti gli album dei Sylosis, mentre ha prodotto con Dan Searle tutti gli album degli Architects a cui ha partecipato, gruppo in cui entra inizialmente come turnista nel per i concerti nel 2012 e nel 2016 e successivamente in pianta stabile come chitarrista principale a partire dal 2017, anno in cui è stato chiamato in sostituzione dell'amico Tom Searle, dopo la sua scomparsa avvenuta il 20 agosto 2016. Nel 2023 lascia in termini amichevoli gli Architects per potersi dedicare a pieno ai Sylosis.

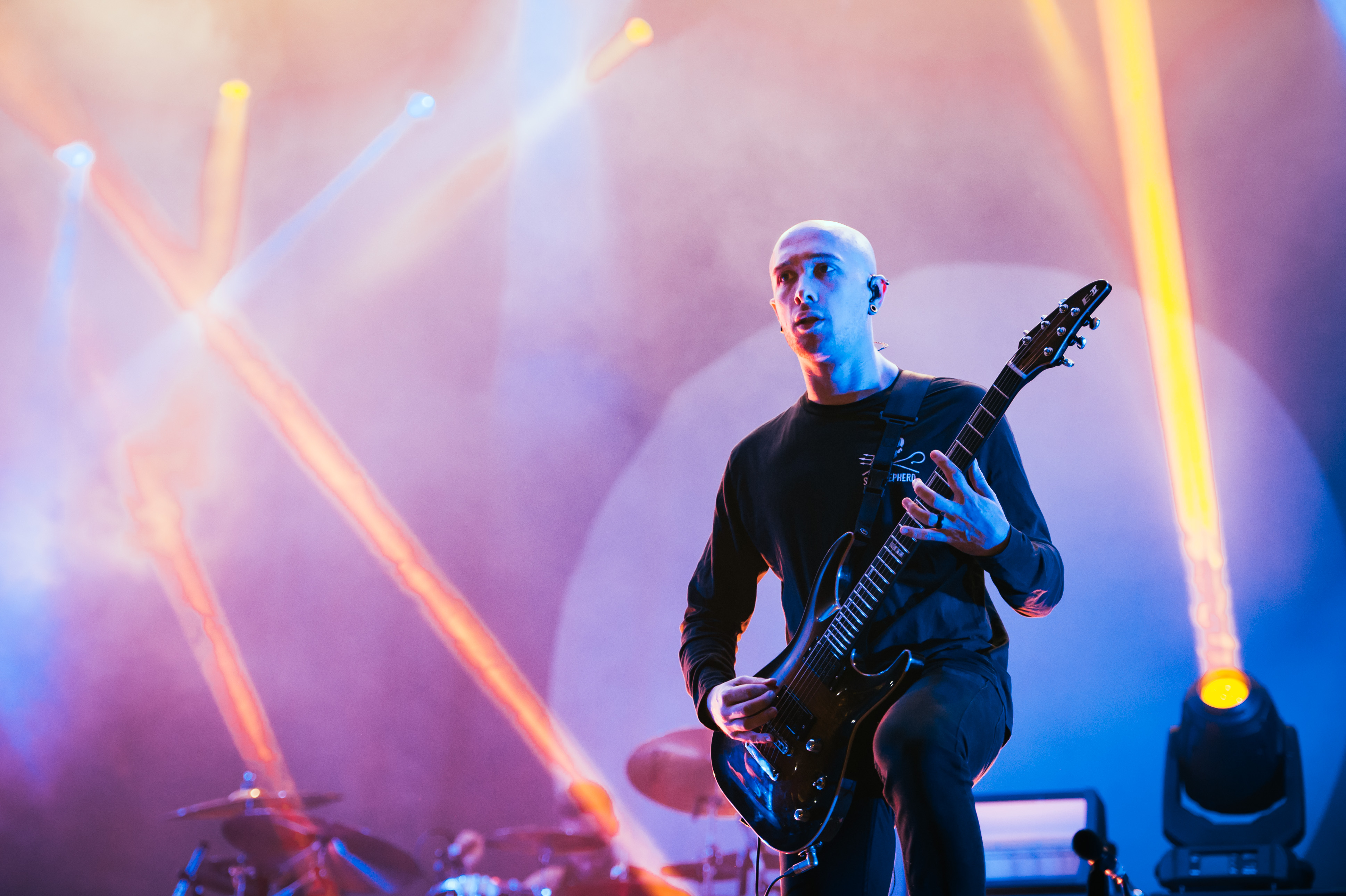
Middleton durante l'esibizione degli Architects al Summer Breeze 2017

Nel 2015 avvia due progetti da solista: Josh Middleton Project e Passages, attraverso i quali pubblica, nel 2017, rispettivamente gli album in studio Hollowed-Out Planetoid e Lucid. Nel primo di questi, per la maggior parte strumentale, suona come batterista ospite Craig Reynolds degli Stray from the Path.

## Vita privata
Il 26 agosto 2016 si sposa con Naomi, psicologa clinica e insegnante di yoga, con la quale è stato sentimentalmente legato dal febbraio 2004.
La coppia ha due figlie: Eira, nata nel 2019, e Lark, nata nel 2021.

## Stile e influenze
Middleton è riconosciuto nella scena metal britannica come un chitarrista estremamente abile, tecnico e preciso. Cita come principali influenze Chuck Schuldiner dei Death, James Hetfield dei Metallica e Dimebag Darrell dei Pantera. Dal punto di vista canoro, è capace di passare abilmente da growl e scream a un cantato melodico anche nel medesimo brano. Altre influenze da lui menzionate sono Sepultura, Opeth, Symphony X, Morbid Angel e Soilwork. In particolare, per i primi album dei Sylosis sono stati per lui grande fonte di ispirazione gli album Symbolic e Individual Thought Patterns, dei già citati Death.
Middleton ha realizzato diversi pedali e pacchetti virtuali per riprodurre il suo particolare tono di chitarra, e nel 2023 ha ideato una chitarra originale per la ESP Guitars, della quale è endorser.

## Discografia

### Josh Middleton Project
Album in studio
- 2017 – Hollowed-Out Planetoid

### Passages
Album in studio
- 2017 – Lucid

### Con i Sylosis
Album in studio
- 2008 – Conclusion of an Age
- 2011 – Edge of the Earth
- 2012 – Monolith
- 2015 – Dormant Heart
- 2020 – Cycle of Suffering
- 2023 – A Sign of Things to Come

Album dal vivo
- 2011 – Sylosis Live at High Voltage
- 2020 – Sylosis Live at: Lite Up Studios

EP
- 2006 – Casting Shadows
- 2008 – The Supreme Oppressor

### Con gli Architects
Album in studio
- 2018 – Holy Hell
- 2021 – For Those That Wish to Exist
- 2022 – The Classic Symptoms of a Broken Spirit

Album dal vivo
- 2022 – Live at the Royal Albert Hall
- 2022 – For Those That Wish to Exist at Abbey Road